# Др. Мартинс
Др. Мартинс, такође познат као Док Мартинс или Докс, је британски бренд обуће и одеће, са седиштем у Волостону у округу Велингборо у Нортхемптонширу у Енглеској. Иако су познати по својој одећи, они такође праве низ додатака - као што су производи за негу ципела, одећа и торбе. Њихова обућа се одликује ваздушним ђоном (одскачући ђонови), горњим обликом, шивеном конструкцијом и жутим шавовима. Дизајн студио Др Мартинса је у Камден Тауну у Лондону; производња је у Великој Британији, Кини и Тајланду. Компанија је котирана на лондонској берзи и саставни је део 250 индекса берзе.

## Историја

### Оснивање
Клаус Мартинс је био лекар у немачкој војсци током Другог светског рата. Након што је повредио скочни зглоб 1945. открио је да су његове стандардне војне чизме биле превише неудобне за његово повређено стопало. Док се опорављао, дизајнирао је чизме са меком кожом и ваздушним ђоном направљеним од гума. Када се рат завршио и неки Немци повратили драгоцености својих градова, Мартинс је узео кожу из обућарске радње. Од те коже направио је себи пар чизама са ваздушним ђоном.
Мартинс није имао много успеха у продаји својих ципела све док се није срео са старим универзитетцким пријатељем, Хербертом Функом, Луксембуржанином, у Минхену 1947. Функ је био заинтригиран новим дизајном ципела и њих двојица су те године запошели посао у Зесхаупту, 
Немачкој, користећи одбачену гуму обликовану калупима. Удобни ђонови били су велики хит код домаћица, са 80% продаје у првој деценији женама старијим од четрдесет година.

### Уједињено Краљевство
Продаја је толико порасла до 1952. године да су отворили фабрику у Минхену. Године 1959. компанија је постала довољно велика да су Мартинс и Функ гледали на међународни маркетинг обуће. Веома брзо британски произвођач ципела Р. Грикс груп Лтд купион је патентна права за производњу ципела у Уједињеном Краљевству. Грикс је англизовао име у "Др Мартинс", мало преобликовао пету, додао заштитни знак, жуте шавове и жиг ђонова.
Прве Др Мартинс чизме у Великој Британији, направљене од глатке коже са трешња црвеном бојом, познатим као стил 1460 које се и данас производе у многим варијацијама, представљене су 1. априла 1960. Чизме су биле популарне међу радницима као што су поштари, полицајци и радници у фабрици. До касних 1970-их биле су популарне међу возачима скутера, панкерима, неким музичарима новог таласа и припадницима дргуим омладинским сабкултурама.
Године 1989. Аксент Груп је постао први произвођач Др Мартинса ван Велике Британије, добивши права да их производи у Данидину на Новом Зеланду, што су радили неколико година. Чизме и ципеле постале су популарне 1990-тих када се појавила гранч мода. Крајем новембра 1994. у Ковент Гардену у Лондону отворена је шестоспратна робна кућа Др Мартинс која је такође продавала храну, каишеве и сатове. У то време компанија Р. Грикс је запошљавала 2700 људи за које се очекивало да ће зарадтити годишњи приход од 170 милиона фунти и производи до десет милиона пари ципела годишње.
Др Мартинс је био главни спонзор клуба из Премијер лиге, Вест Хем Јунајтеда, преименујући надограђену западну трибину у "Др Мартинс штанд".
Године 1999. Др Мартинс је водио тужбе на Америчким судовима. Бренд је 2016. године поднео бројне тужбе засноване првенствено на закону о жиговима.

### Раст компаније
Током 2000-тих, Др Мартинс је продавао искључиво под именом Ер Вер у десетинама различитих стилова, укључујући комерцијалне црне ципеле, сандале и чизме са челичним прстима. Приход компаније Ер Вер Интернешнал опао је са 412 милиона долара у 1999. на 127 милиона долара у 2006. години. Компанија Др Мартинс је 2003. године била близу банкрота. Првог априла те године, под притиском пада продаје, комапнија је престала да производи ципеле у Великој Британији и сву производњу преселила у Кину и Тајланд. У Уједињеном Краљевству је затоврено пет фабрика и две продавнице, а више од хиљаду запослених у фирми је изгубило посао. Након затварања, компаније Р. Григс је запошљавала само двадесет људи у Великој Британији у главној канцеларији фирме. Пет милиона пари Др Мартинса је продато током 2003. године, што је половина продаје из 1990-тих.
2004. лансиран је нови асортиман Др Мартинса у покушају да се привуче ширем држишту, посебно младим људима. Ципеле и чизме су биле намењене да буду удобније и укључивале су неке нове елементе дизајна. Др Мартинс је такође почео да поново производи обућу у фабрици Копс Лејн у Волостону у Енглеској 2004. године као део "винтиџ" линије, за коју је компанија рекламирала да је направљена према оригиналним спецификацијама. Међутим, продаја ових ципела је ниска у поређењу са оним произведеним у Азији; 2010. године фабрика је производила око педесет пари дневно. У 2005. години под извршним директором преокрета, Давидом Суденсом, компанија Р. Грикс је добила награду од "Института за преокрет" за инплементацију успешног реструктуирања.
Светска продаја ципела Др Мартинс снажно је порасла почетком 2010-тих, а 2012. била је осма британска компанија са најбржим растом. Од 1960. до 2010. продато је преко 100 милиона пари ципела Др Мартинс, а 2010. године компанија је понудила 250 различитих модела обуће. Комапнија Р. Грикс отворила је четрнаест нових малопродајних објеката Др Мартинс у Уједињеном Краљевству, Сједињеним Државама и Хонг Конгу између 2009. и 2011, а такође је лансирала и линију одеће током 2011. године.
Приватна компанија за капитал Пермира купила је Р. Грикс груп лимитед, власника бренда Др Мартинс, за 300 милиона фунти у октобру 2013. године. Обућа Др Мартинс се продавала у оквиру шеме "доживотног", према којој би заувек поправљала или замењивала дотрајале ципеле по цени нешто већој од уобичајене цене за пар. Ова понуда је била доступна 2016. године, али је повучена због продају од маја 2018. године.
2019. године Др Мартинс је најавио планове да удвостручи производњу ципела и чизама у Великој Британији на 165 хиљада пари годишње у 2020. години. Дизајн студио Др Мартинса налази се у Камден Тауну у Лондону.
Др Мартинс је у јануару 2021. године излистан на лондонској берзи у вредности од 3,7 милијарди фунти.